# ポール・マンチーニ

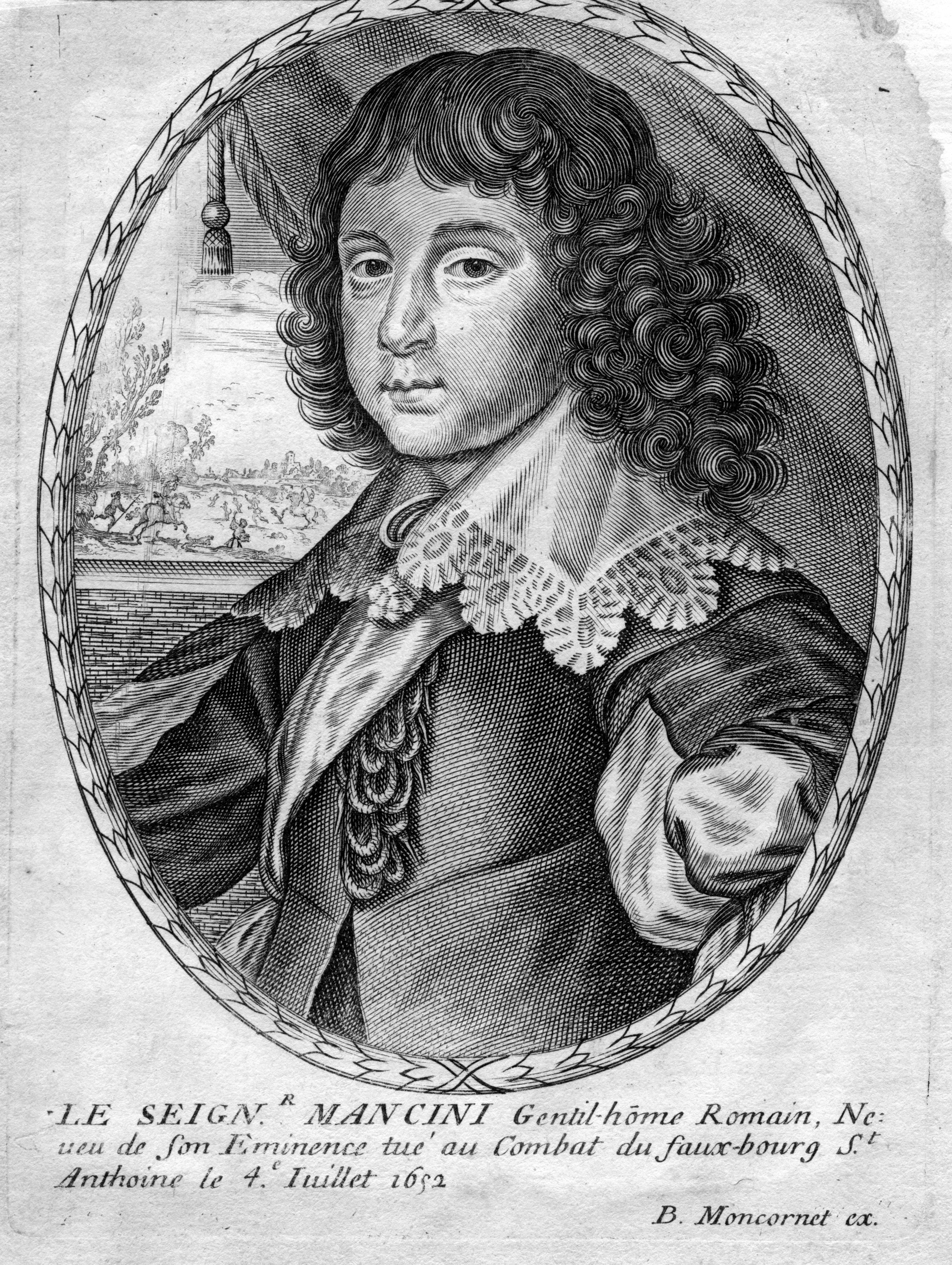
ポール・マンチーニ

ポール・マンチーニ（Paul Mancini, 1636年7月18日 - 1652年7月2日）は、フランスの軍人。ジュール・マザラン枢機卿の甥にあたる。

## 生涯
ミケーレ・マンチーニ男爵とジェローラマ・マザリーニの長男としてローマで生まれる。兄弟にラウラ、オリンピア、マリー、フィリップ、オルテンシア、マリア・アンナがいる。父が若くして死んだため、母はフランスにいる兄マザラン枢機卿を頼り、子供たちを連れて移住した。
ルイ14世に軍人として仕え、1652年7月2日にフロンドの乱で戦死している。